# Konvencija o otrokovih pravicah
Konvencija o otrokovih pravicah je prvi mednarodni pravno zavezujoč dokument o spoštovanju in varovanju otrokovih pravic. 20. novembra 1989 jo je z resolucijo št. 44/25 sprejela Generalna skupščina Organizacije združenih narodov (OZN). V dokumentu, ki poudarja, da so otroci osebnosti z vsemi pravicami človeka je zajet najširši razpon človekov pravic, vključno s civilnimi, kulturnimi, ekonomskimi, političnimi in socialnimi pravicami. Z ratifikacijo ali pristopom h Konvenciji - ima 54 členov - so se k spoštovanju in ščitenju otrokovih pravic zavezale skoraj vse države članice OZN. Konvencija je bila tudi povod, da so vlade in države sveta sprejele številne ukrepe, ki dolgoročno vplivajo na izboljšanje položaja otrok v svetu in so pripomogli k boljši kakovosti življenja otrok.

## Varovanje otrokovih pravic
Konvencija ščiti in varuje otrokove pravice tako, da določa osnovna pravila in standarde zdravstvene oskrbe, izobraževanja ter pravnih, civilnih in socialnih storitev. 

## Načela Konvencije o otrokovih pravicah
Konvencija temelji na štirih glavnih načelih, na osnovnih človekovih pravicah, ki pripadajo vsem otrokom sveta:
- zavračanje kakršnekoli diskriminacije
- najboljša korist otrok
- preživetje, razvoj vseh potencialov, zaščita pred kakršnimkoli izkoriščanjem
- sodelovanje in soudeležba otrok

## Dodatni protokol
Koncem 90-ih let sta bila sprejeta dodatna protokola h Konvenciji o otrokovih pravicah:
- Opcijski protokol o otrocih v oboroženih spopadih
- Opcijski protokol o prodaji otrok, otroški prostituciji in otroški pornografiji

## Slovenija
Konvencijo o otrokovih pravicah je Slovenija (status pogodbene stranke je nasledila kot ena od naslednic nekdanje SFRJ) z aktom notifikacije uveljavila julija 1992. Posebno zaščito otrok in zaščito pravic otrok je Slovenija vključila v svojo ustavo že 23. 12. 1991. 